# Begonia baronii
Espèce
Begonia baronii est une espèce de plantes de la famille des Begoniaceae.
L'espèce fait partie de la section Nerviplacentaria.
Elle a été décrite en 1887 par John Gilbert Baker (1834-1920).

## Répartition géographique
Cette espèce est originaire du pays suivant : Madagascar.